# Geoff Billington
Geoff Billington (né le 2 mars 1955 à Whalley) est un cavalier britannique de saut d'obstacles.

## Carrière
Il commence l'équitation à l'âge de 9 ans puis fait un apprentissage auprès du cavalier de saut David Bowen. Il fait sa première compétition internationale à l'âge de 19 ans.
Geoff Billington participe aux Jeux équestres mondiaux de 1998, remportant la médaille de bronze par équipe. Il remporte la médaille de bronze par équipe aux Championnats d'Europe de saut d'obstacles 1997 puis est présent en 1999 et en 2009.
Il représente le Royaume-Uni aux Jeux olympiques d'été de 1996 et 2000.
Il participe à 46 épreuves de la Coupe des nations de saut d'obstacles et en gagne 9.
Billington remporte aussi le British Jumping Derby de Hickstead en 2007 puis manque de peu de conserver le titre l'année suivante face à William Funnell.